# Давидяк Василь Степанович

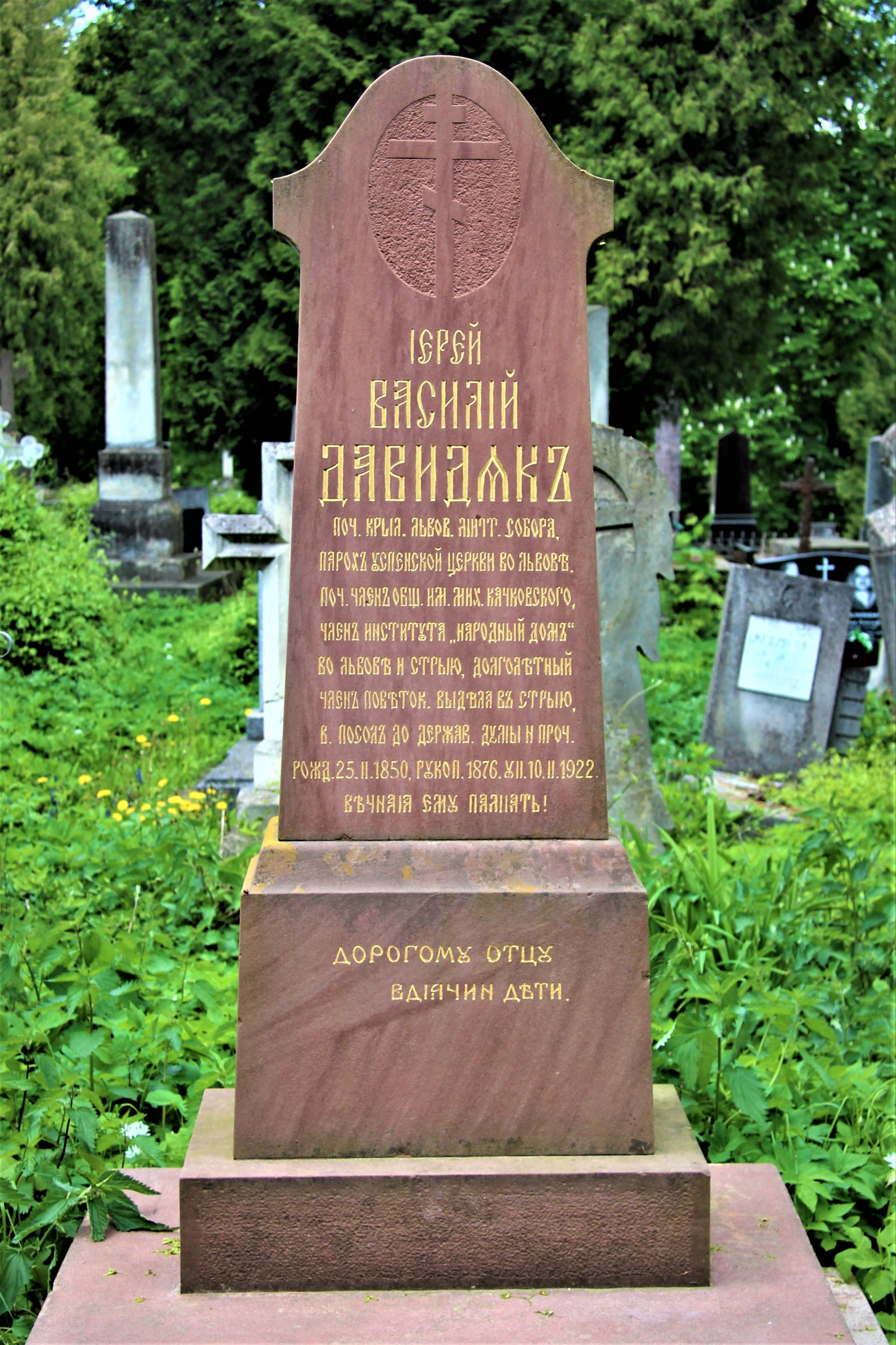

Васи́ль Степа́нович Давидя́к (нар. 25 листопада 1850, Рудники, Стрийський округ, Королівство Галичини та Володимирії, Австрійська імперія — пом. 11 лютого 1922, Львів) — греко-католицький священник, громадський діяч Галичини, посол Райхсрату, москвофіл.

## Біографія
Закінчив гімназію у Львові та теологічний факультет Львівського університету. Висвячений у священики й призначений адміністратором парафії Коростів у 1876 р., парафії Гребенів у 1877 р. З 1881 р. — парох у Тухлі, з 1906 р. — парох церкви Успіння Пресвятої Богородиці у Львові. В 1908 р. призначений радником консисторії.
Помер у Львові, похований на полі № 69 Личаківського цвинтаря.

## Політична кар'єра
В 1887–1912 рр. був членом повітового представництва Стрийського повіту.
Посол Райхсрату Австро-Угорщини у 1907–1911 роках від 57 виборчого округу (громади Меденичі, Стрий, Сколе, Жидачів, Ходорів, Миколаїв, Глиняни, Бібрка, Щирець, Комарно).

## Родина
Народився в селянській сім'ї. В 1876 році одружився з Марією Куновською, мали двох синів і дві доньки. Дружина померла в 1891 р.